# Clou (unité)
Pour les articles homonymes, voir Clou.
Le clou (anglais : nail, allemand : Nagel) est une ancienne unité de longueur anglo-saxonne. 
Parfois, cette unité est mal traduite en français par « onglet ».
Il était essentiellement utilisé dans la fabrication de vêtements. Un clou vaut 1⁄16 de yard, 1⁄4 de quart, soit 2,25 pouces ou 5,715 centimètres.